# Wayne Wonder
Von Wayne Charles, beter bekend als Wayne Wonder (Buff Bay, 26 juli 1972), is een Jamaicaanse reggae-, R&B- en dancehall-artiest. Wayne Wonder brak internationaal door met de hit No Letting Go in 2003, van het album No Holding Back.
Daarna had hij nog enkele hits met Bounce Along en Gonna Love You.

## Discografie

### Albums
- 1987: Wayne Wonder
- 1991: Part 2
- 2000: Da Vibe
- 2001: Schizophrenic
- 2003: No Holding Back
- 2003: You Me And She
- 2004: Grey Skies To Blue
- 2005: Inna Bashment Style: The Roots Of An Urban Warrior
- 2006: Don't Have To
- 2006: Original Bombshell
- 2006: Reggae Chronicles
- 2007: Foreva

### Singles
- 1996: "Something Different"/"The Train Is Coming" (Shaggy featuring Wayne Wonder) - UK #21
- 2003: "No Letting Go" - U.S.A. #11, UK #3
- 2003: "Bounce Along" - UK #19
- 2004: "Hold Me Now" (Uit de film, 50 First Dates)
- 2006: "You"
- 2007: "Gonna Love You"
- 2007: "Again"
- 2007: "For my love" (featuring Trina)

- Bibliothèque nationale de France: cb140480683 (data)
- Gemeinsame Normdatei: 135222346
- International Standard Name Identifier: 0000 0000 5519 734X
- Library of Congress Control Number: n2004155168
- MusicBrainz: fa5ecc27-10f6-41eb-90ac-9498a2bf6b43
- Système universitaire de documentation: 084287225
- Virtual International Authority File: 76516956
- WorldCat: E39PBJdmmDFJX4C6WMhtTqtFrq